# يان ريتشاردسون
يان ريتشاردسون (بالإنجليزية: Ian Richardson)‏ (22 أكتوبر 1970 في المملكة المتحدة - ) هو مدرب كرة قدم ولاعب كرة قدم بريطاني في مركز الدفاع. لعب مع برمنغهام سيتي ونوتس كاونتي وداغنهام وريدبريدج.

## وصلات خارجية
- يان ريتشاردسون على موقع قاعدة بيانات كرة القدم.إي يو (الإنجليزية)
- يان ريتشاردسون على موقع Soccerbase.com (لاعب) (الإنجليزية)
- يان ريتشاردسون على موقع Soccerbase.com (مدرب) (الإنجليزية)